# 構音障害
構音障害（こうおんしょうがい）とは、呼吸・発声・共鳴・構音のどこかに問題が生じることによって、発音が正しく出来ない症状を言う（「構音」とは医学的用語であり、言語学上では「調音」と言う。一般には「発音の操作」と理解される。狭い意味では咽頭以上の音声器官の操作を言う）。喉頭の障害である音声障害とは区別される。

## 分類
構音障害はその原因によっていくつかに分類される。
1. 器質性構音障害 - 音声器官における形態上の異常により引き起こされる発音上の障害。
2. 運動障害性構音障害 - 音声器官の運動機能障害による発話の障害。大脳から発声発語器官までのいずれかの神経や筋肉の病変によって器官の動きが悪くなることによって起こる[1]。
3. 聴覚性構音障害 - 聴覚の障害による二次的な発音上の障害。
4. 機能性構音障害 - 上記のような医学的原因の認められない本態性の発音の障害。
5. 薬剤性 - 抗てんかん薬[2]、ブロムワレリル尿素[3]などの薬剤による副作用。

## 治療法
器質性・運動障害性・ 聴覚性の構音障害については医学的原因の除去、補助具の装着、リハビリ的訓練を行う。
機能性構音障害に対しては音声学的構音指導が行われる。治療の効果が大きく、成人後であっても完治することが多いので、この種類のものを「障害」と呼ぶのはふさわしくないという学説もある。

## 運動障害性構音障害

### 原因
運動障害性構音障害を引き起こす疾患には次のようなものがあり、原因疾患に応じて構音障害の特徴も変化する。
- 脳血管障害や脳外傷など - 痙性構音障害
- 重症筋無力症、ギランバレー症候群、筋ジストロフィーなど - 弛緩性構音障害
- 小脳出血、脊髄小脳変性症(SCD)など - 失調性構音障害
- パーキンソン病およびパーキンソン症候群など - 運動低下性構音障害
- ハンチントン舞踏病など - 運動過多性構音障害
- 筋萎縮性側索硬化症、多発性硬化症など - 複合性構音障害（上記の複数のタイプが混ざったもの）